# Зниклі мільйони
Зниклі мільйони (англ. A Low Down Dirty Shame) — американський бойовик 1994 року.

## Сюжет
Колишній поліцейський, а тепер приватний детектив Шейм, дізнається від колишнього колеги Ротміллера, що наркобарон Мендоза, за яким детектив полював два роки тому, не помер, а змінив зовнішність і продовжує свою брудну справу. Детектив, разом із симпатичною напарницею, починає розслідування небезпечної справи, в яку втягнута колишня подружка Шейма.

## У ролях
| Актор               | Роль            |
| ------------------- | --------------- |
| Кінен Айворі Вайанс | Шейм            |
| Чарльз С. Даттон    | Ротміллер       |
| Джада Пінкетт Сміт  | Пічес           |
| Саллі Річардсон     | Ангела          |
| Ендрю Дівофф        | Мендоса         |
| Корвін Гокінс       | Вейман          |
| Гері Сервантес      | Луїс            |
| Грегорі Сьєрра      | капітан Нуньєс  |
| Кім Вайанс          | Діана           |
| Ендрю Шайфер        | Бернард         |
| Кріс Спенсер        | Бенні           |
| Девін ДеВаскес      | дівчина Мендоси |
| Джон Каподіче       | бос мафії       |
| Крейг ЕнДжі         | Чун Юн Фат      |
| Дон Даймонт         | Чад             |
| Ренді Гол           | Генк            |
| Даг Крус            | скінхед         |
| Майкл Бофшевер      | містер Голд     |
| Рені Гікс           | Гукер           |
| Роберт Шиммель      | Джон            |
| Крістіна Вагнер     | Ліза            |
| Свен-Оле Торсен     | бандит          |